# Брюссель II
II Брюсе́льський регла́мент (ЄС) № 1347/2000, який набув чинности 1 березня 2001 року, встановлює систему розподілу юрисдикції та взаємного виконання судових рішень між державами-членами Європейського Союзу та був створений за зразком Брюссельської конвенції 1968 року про юрисдикцію та виконання судових рішень у цивільних та комерційних справах. Він має на меті регулювати сфери, які були виключені з Брюссельської конвенції та Брюсселя I. Регламент Брюсселя II стосується колізійних питань у сімейному праві між державами-членами; зокрема ті, що стосуються розлучення та опіки над дітьми. Регламент спрямований на полегшення вільного переміщення між державами-членами у справах про розірвання шлюбу та пов’язаних із цим судових рішень.
Оригінальний II Брюсельський регламент було перероблено, скасовано та замінено поточною версією, Брюссель II-A (ЄС) № 2201/2003, який набув чинности з 1 березня 2005 року.
Регламент Брюсселя II-A (ЄС) № 2201/2003 був замінений з 1 серпня 2022 року Регламентом Ради (ЄС) 2019/1111 від 25 червня 2019 року про юрисдикцію, визнання та виконання рішень у подружніх справах та питаннях батьківської відповідальности, а також про міжнародне викрадення дітей (оновлений)
Регламент поширюється на всі країни-члени Європейського Союзу, крім Данії.

## Передумови
1 березня 2001 року набув чинности Регламент Ради (ЄС) № 1347/2000 від 29 травня 2000 року про юрисдикцію, визнання та виконання судових рішень у шлюбних справах і у справах батьківської відповідальности щодо дітей обох подружжя (II Брюсельський регламент).
Оригінальний II Брюсельський регламент надав виключний перелік юрисдикційних баз, які повинні використовуватися, коли питання підпадає під їх сферу. Оскільки підстави юрисдикції є спільними для всіх держав-учасниць, після винесення судового рішення первісне здійснення юрисдикції не може бути оскаржене. Крім того, проти визнання та виконання можна заперечити лише на дуже обмежених підставах.

### Оновлений регламент
Оригінальний Регламент було замінено Регламентом Ради (ЄС) № 2201/2003 щодо юрисдикції, визнання та виконання судових рішень, який набув чинности 1 серпня 2004 року та застосовується з 1 березня 2005 року у шлюбних справах і питаннях батьківської відповідальности. Переглянутий II Брюсельський регламент по-різному називається Брюссель II біс або B, або Брюссель IIA, або новий Брюссель II.
Обидва регламенти поширювалися на всі держави-члени ЄС, крім Данії.
Усі держави-члени Європейського Союзу також приєдналися до Конвенції про юрисдикцію, право, що застосовується, визнання, виконання та співробітництво щодо батьківської відповідальности та заходів захисту дітей (Конвенція), яка значною мірою перетинається з цим Регламентом. У справах, що розглядаються в межах Європейського Союзу, Регламент має переважну силу над Конвенцією. Європейський Союз надав дозвіл на підписання та ратифікацію конвенції рішеннями Ради 2003/93 та 2008/431 відповідно. Цей дозвіл був необхідний, оскільки Європейський Союз і держави-члени мають спільну компетенцію з усіх питань Конвенції, а також тому, що Конвенція не передбачає підписання «Регіональними організаціями економічної інтеграції».

## Статті та сфера застосування
Питання, охоплені режимом ІІ Брюссельського регламенту, можна розділити на дві категорії: шлюбні провадження та одночасні провадження щодо батьківської відповідальности. Стаття 1(1)(a) передбачає, що Регламент застосовується до «цивільних проваджень щодо розірвання шлюбу, розлучення або визнання шлюбу недійсним». У цьому першому розділі йдеться лише про фактичні процедури, які припиняють шлюб. У другій частині статті 1(1) зазначено, що цей регламент застосовується до «цивільних проваджень щодо батьківської відповідальности за дітей обох з подружжя у зв’язку з подружніми провадженнями, згаданими в (a)». У цьому розділі також розглядається лише вузька частина потенційних цивільних проваджень, які можуть виникнути щодо батьківської відповідальности, тих, які стосуються дітей обох подружжя, якщо діти постійно проживають у державі-члені, і які виникають у зв’язку з шлюбне провадження, визначене у статті 1(1)(a).
Подібно до цивільних та комерційних справ, компроміси (врегулювання) були досягнуті для встановлення спільної юрисдикційної системи, спрямованої на досягнення певности в межах 14 європейських держав-членів загалом, за винятком Данії. Стаття 2 Регламенту встановлює наші сім підстав юрисдикції, усі з однаковим статусом, стосовно розлучення, роздільного проживання та позовів про недійсність. Ці підстави юрисдикції надають юрисдикцію судам держави-члена, у якій подружжя постійно проживає, або, у разі спільної заяви, будь-хто з подружжя є постійним резидентом, подружжя останнє звичайне місце проживання, якщо один із них все ще проживає там, заявник є постійним резидентом за умови, що це підтверджено 12 або 6 місяцями місце проживання або юрисдикція може ґрунтуватися на спільному громадянстві пари.
Стосовно справ, пов’язаних з батьківською відповідальністю, стаття 3 зазначає, що суди, які мають юрисдикцію у шлюбних розглядах, передбачених статтею 2, можуть приймати юрисдикцію у справі, що стосується батьківської відповідальности за дитину обох подружжя, якщо дитина постійно проживає в цій державі-члені. З огляду на це, згідно зі статтею 3(2), якщо дитина не проживає постійно в державі-члені, яка має юрисдикцію щодо шлюбного провадження, але, незважаючи на це, постійно проживає в іншій державі-члені, юрисдикція першої обмежена випадками, коли: (a) принаймні один із подружжя несе батьківську відповідальність за дитину; і (b) юрисдикція судів була прийнята подружжям і відповідає найкращим інтересам дитини.
Для того, щоб запобігти виникненню юрисдикційних конфліктів, Регламент використовує lis pendens положення, засноване на суворому застосуванні формули попереднього часу (prior temporis). Це означає, що суд, до якого вдруге звернулися з клопотанням про арешт, призупиняє розгляд справи до встановлення юрисдикції суду, до якого звернулися з клопотанням про арешт вперше. Стаття 11 забезпечує визначеність, але водночас обмежує гнучкість. Стаття 7 встановлює, що підстави юрисдикції у статтях 2-6 є виключними, однак стаття 8 передбачає, що держави-члени можуть вдаватися до своїх залишкових підстав юрисдикції, якщо жоден суд держави-члена не має юрисдикції згідно зі статтями 2-6.
Проблеми, які існують при визначенні сфери застосування Регламенту з точки зору юрисдикції, не стосуються визнання та виконання. Під визнанням і виконанням розуміється, що якщо рішення винесено в одній державі-члені, незалежно від юрисдикційної основи, воно буде визнане іншими державами-членами без будь-якої спеціальної процедури, що вимагається.
Незважаючи на те, що визнання є автоматичним, будь-яка зацікавлена сторона може подати клопотання про невизнання судового рішення. Хоча механізми цього визначаються національним законодавством, підстави для невизнання обмежуються тими, що передбачені статтею 15 Регламенту. Що стосується примусового виконання, то стаття 21 стосується виключно рішень про виконання батьківських обов'язків, оскільки визнання наказу про припинення шлюбних відносин є достатнім.